# Esbart Rosa d'Abril
L'Esbart Rosa d'Abril és una entitat de Castellterçol (Moianès) fundada l'any 1946 que vetlla per les danses tradicionals de Catalunya i dels antics països catalans.
A partir de l'any 1988 prenen la direcció Enriqueta Mercadé, El dissabte Sant de l'any 2005 a la Plaça Vella de Castellterçol es construeix per primera vegada la Moixiganga, basada amb la bella tradició de Sitges. Es representa la paraula i la dansa dins la passió de Crist. Un nou espectacle es va presentar durant l'etapa de l'Esbart que presidia l'Enriqueta Mercadé i Jaume Bonfill. El mes de maig de l'any 2006 a la Ciutat de Terrassa es va presentar Casino 1900 durant la Fira Modernista, posteriorment durant la Festa Major de Castellterçol del mateix any es va reeditar l'espectacle però en aquest moment sota el títol Envalat 1900. Durant el centenari del naixement de Joaquim Serra, l'any 2007 l'Esbart va voler commemorar-ho amb una dansa inspirada en l'hereu Riera, una cançó tradicional amb una dansa de creació pròpia de Rosa d'Abril.